# Carlos Luque
Carlos martin luque
Carlos Martín Luque (Las Varillas, provincia de Córdoba, Argentina; 1 de marzo de 1993) es un futbolista argentino. Juega de extremo y actualmente juega en el club atlético Piamonte de la liga san Martín (Santa Fe).2023

## Trayectoria

### Colón de Santa Fe
Formado en las inferiores del club desde los ocho años. Hizo su debut con Colón el 13 de marzo de 2011, contra Racing Club, en una derrota por 0-4. El 23 de febrero de 2014 realizó su primera anotación con el sabalero en un juego contra River Plate que se ganó por 3-1, siendo la anotación de Luque la segunda de Colón en el partido.

### Inter de Porto Alegre
El 4 de mayo de 2014, se anunció su traspaso al Internacional, club que adquirió el 100% de su pase por US$ 2.450.000 con un contrato por cinco años. Hizo su debut el 20 de julio en la goleada de 4-0 sobre Flamengo. Después de disputar tan solo dos partidos de Serie A con la camiseta del Internacional, se pierde el resto del torneo debido a una pubalgia. El 4 de febrero del año 2015 regresa en un partido contra el São José ingresando a los 20 minutos del segundo tiempo aportando una asistencia para su equipo en el resultado final 4-4. Disputó la Copa Libertadores 2015, donde el Inter cayó eliminado a manos de Tigres UANL.

### Peñarol
El 15 de agosto de 2015, Luque se suma al equipo de Peñarol a préstamo por una temporada. Disputó 14 partidos del Campeonato Uruguayo de Fútbol y 2 de la Copa Libertadores 2016.

### Alcorcón
El 28 de julio de 2016, fue cedido a la Agrupación Deportiva Alcorcón de la Segunda División de España. Debutó oficialmente el 20 de agosto contra la Sociedad Deportiva Huesca, en un empate de 0-0.

### San Martín (SJ)
El 23 de julio de 2017 fichó a préstamo por el San Martín (San Juan) y volvió a disputar la Superliga Argentina. Hizo su debut en el 27 de agosto contra Patronato. Dieciséis juegos disputó finalmente. 

### Regreso a Internacional
El 6 de abril de 2018 se efectúa su segundo regreso a Internacional, que regresaba a la Serie A tras una temporada en la segunda categoría del futbol brasileño. En su segunda etapa, Luque permaneció hasta mediados de 2019 sin recibir chances en el primer equipo.

### Vida
El 21 de diciembre de 2019 refuerza al Club Deportivo y Social Vida de la Liga Nacional de Honduras, con el pase en su poder y como agente libre.

## Selección nacional
Luque fue convocado por Walter Perazzo para afrontar el Mundial Sub-20 de 2011 en Colombia. Su debut en el torneo se produjo frente a Inglaterra por la 2.ª fecha del Grupo F. En tan solo 13 minutos, Luque desequilibro en el partido, y gracias a esto, se ganó la titularidad en el equipo. Su buen juego siguió en el siguiente partido y también en octavos de final, donde le cometieron 2 penales. Su gran actuación le permitió ser nominado por los organizadores para ser el mejor jugador del torneo.

### Participaciones con la selección
| Torneo                                | Sede      | Resultado        | PJ | G |
| ------------------------------------- | --------- | ---------------- | -- | - |
| Copa Mundial de Fútbol Sub-20 de 2011 | Colombia  | Cuartos de final | 4  | 0 |
| Juegos Panamericanos de 2011          | México    | Medalla de Plata | 5  | 0 |
| Copa 8 Naciones Sub-20                | Sudáfrica | Subcampeón       | 3  | 0 |
| Copa Desafío                          | Chile     | Campeón          | ?  | 0 |
| Sudamericano Sub-20 2013*             | Argentina | Primera Fase     | 0  | 0 |

- Se lesionó y fue desafectado.

| Selección          | Año                | Amistosos | Amistosos | Amistosos | Copa América | Copa América | Copa América | Copa Mundial | Copa Mundial | Copa Mundial | Eliminatorias Mundialistas | Eliminatorias Mundialistas | Eliminatorias Mundialistas | Total | Total | Total  |
| Selección          | Año                | PJ        | Goles     | Asist.    | PJ           | Goles        | Asist.       | PJ           | Goles        | Asist.       | PJ                         | Goles                      | Asist.                     | PJ    | Goles | Asist. |
| ------------------ | ------------------ | --------- | --------- | --------- | ------------ | ------------ | ------------ | ------------ | ------------ | ------------ | -------------------------- | -------------------------- | -------------------------- | ----- | ----- | ------ |
| Sub-20 Argentina   | 2011               | 1         | 0         | 0         | -            | -            | -            | 4            | 0            | 2            | -                          | -                          | -                          | 5     | 0     | 2      |
| Sub-20 Argentina   | 2012               | 5         | 0         | 0         | -            | -            | -            | -            | -            | -            | -                          | -                          | -                          | 5     | 0     | 0      |
| Sub-20 Argentina   | 2013               | 0         | 0         | 0         | 0            | 0            | 0            | -            | -            | -            | -                          | -                          | -                          | 0     | 0     | 0      |
| Sub-20 Argentina   | Total              | 6         | 0         | 0         | 0            | 0            | 0            | 4            | 0            | 2            | -                          | -                          | -                          | 10    | 0     | 2      |
| Sub-22 Argentina   | 2011               | 0         | 0         | 0         | 5            | 0            | 0            | -            | -            | -            | -                          | -                          | -                          | 5     | 0     | 0      |
| Sub-22 Argentina   | Total              | 0         | 0         | 0         | 5            | 0            | 0            | -            | -            | -            | -                          | -                          | -                          | 5     | 0     | 0      |
| Total en Argentina | Total en Argentina | 6         | 0         | 0         | 5            | 0            | 0            | 4            | 0            | 2            | -                          | -                          | -                          | 15    | 0     | 2      |

## Clubes
| Club                | País      | Año             |
| ------------------- | --------- | --------------- |
| Colón               | Argentina | 2011 - 2014     |
| Internacional       | Brasil    | 2014 - 2015     |
| Peñarol (cedido)    | Uruguay   | 2015 - 2016     |
| Alcorcón (cedido)   | España    | 2016 - 2017     |
| San Martín (cedido) | Argentina | 2017 - 2018     |
| Internacional       | Brasil    | 2018 - 2019     |
| Vida                | Honduras  | 2020 - Presente |

## Palmarés

### Campeonatos nacionales
| Título              | Club          | País    | Año  |
| ------------------- | ------------- | ------- | ---- |
| Campeonato Gaúcho   | Internacional | Brasil  | 2015 |
| Campeonato Uruguayo | Peñarol       | Uruguay | 2016 |